# Aloe wickensii
Aloe wickensii är en grästrädsväxtart som beskrevs av Illtyd Buller Pole-Evans. Aloe wickensii ingår i släktet Aloe och familjen grästrädsväxter. Inga underarter finns listade i Catalogue of Life.

## Bildgalleri

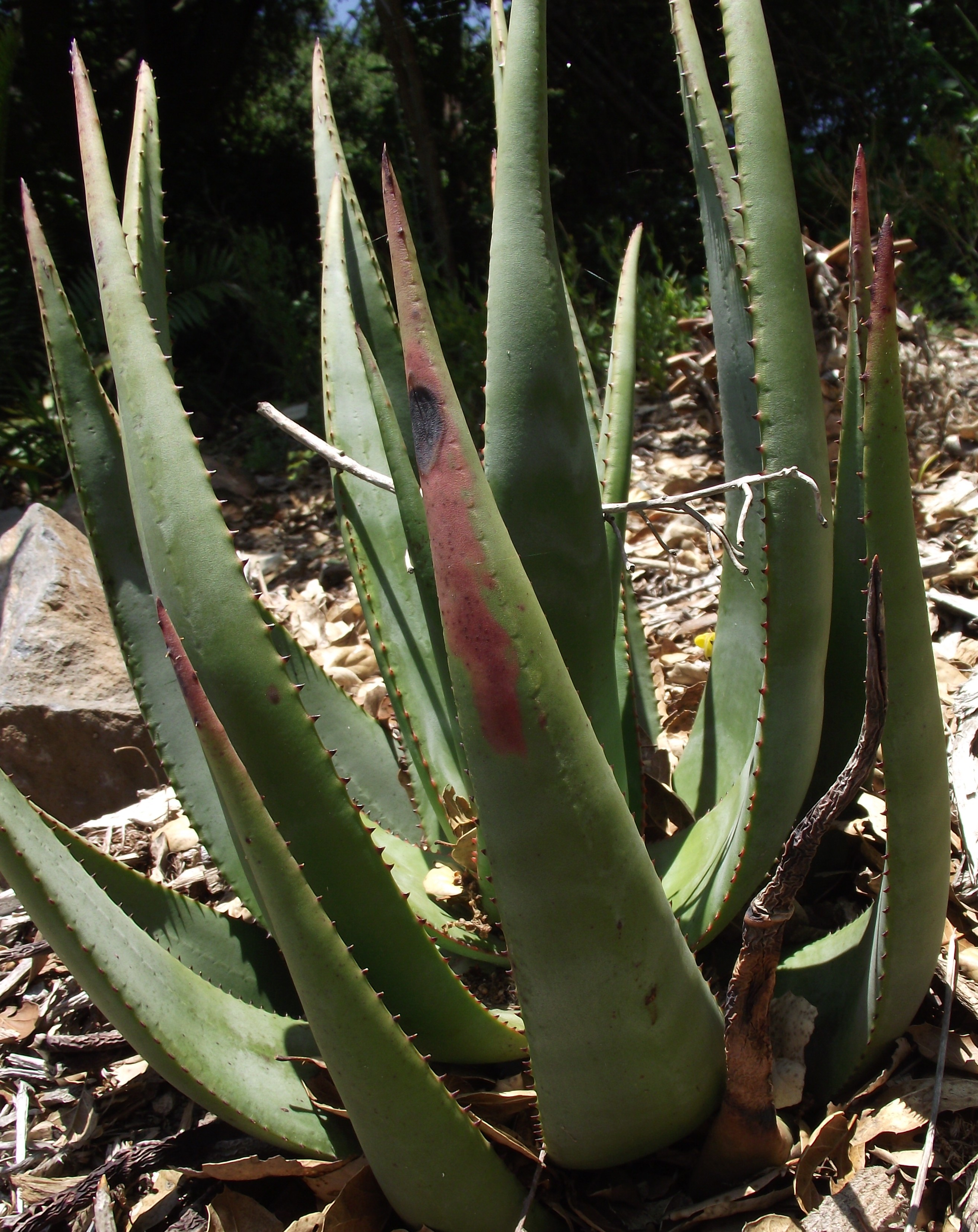